# Sedmihlásek šedý
Sedmihlásek šedý (Hippolais pallida, syn. Iduna pallida) je středně velký druh pěvce z čeledi rákosníkovitých. 

## Popis
Podobá se spíše vybledlému rákosníku obecnému než sedmihláskovi hajnímu. Liší se od něj šedavým zbarvením svrchní strany, bělavější spodinou, bíle lemovaným ocasem, širším kořenem zobáku, krátkým přesahem ručních letek za ramenní, výraznějším nadočním proužkem (pouze před okem) a žlutou dolní čelistí zobáku (ne růžovou). Hnízdí v sušších křovinatých oblastech a křovinatých lesích. Výjimečně zalétl také do České republiky, kde byl třikrát pozorován v jarním období – v červnu 1972 zpíval samec v Brně, v květnu 1990 zpíval samec v Chlumu u Třeboně a v červnu 2000 byl chycen u Sovolusek (okres Nymburk).

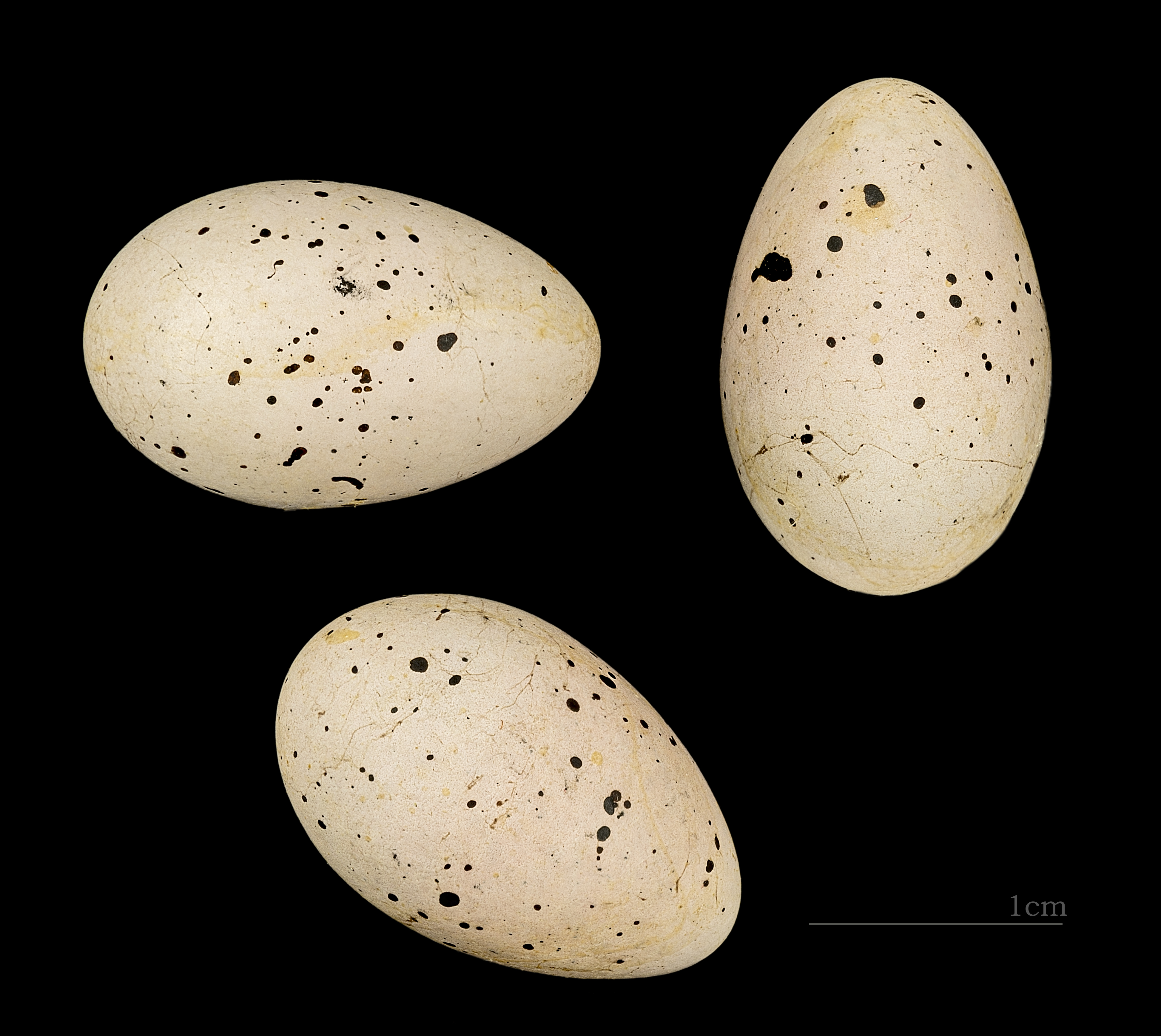
Vejce sedmihláska šedého (Iduna pallida elaeica)